# Saint-Gilles-du-Mené
 Saint-Gilles-du-Mené (en bretó Sant-Jili-ar-Menez, gal·ló Saent-Jill) és un municipi francès, situat a la regió de Bretanya, al departament de Costes del Nord. L'any 2005 tenia 470 habitants.

## Demografia
| 1962                                       | 1968 | 1975 | 1982 | 1990 | 1999 |
| ------------------------------------------ | ---- | ---- | ---- | ---- | ---- |
| 584                                        | 561  | 531  | 519  | 503  | 473  |
| Des de 1962: població sense dobles comptes |      |      |      |      |      |

## Administració
| Període | Identitat     | Partit |
| ------- | ------------- | ------ |
| 2001-   | Martine Pelan |        |